# James Ogilvy (4e comte de Findlater)
James Ogilvy, 4e comte de Findlater et 1er comte de Seafield (11 juillet 1664 - 19 août 1730) est un homme politique écossais. 

## Biographie
Il est le 2e fils de James Ogilvy, 3e comte de Findlater et Lady Anne Montgomerie. 
Il est élu à la faculté des avocats en 1685 et est commissaire au Parlement d'Écosse pour Cullen (Banffshire) de 1681 à 1682 et de 1689 à 1695. Bien qu'il ait parlé au nom de Jacques II au Parlement de la Convention de 1689, il prête le serment d'allégeance à Guillaume III d'Orange-Nassau et, après avoir occupé quelques postes officiels mineurs, il est nommé à des postes de responsabilité. Il est Solliciteur général pour l'Écosse à partir de 1693, Lord chancelier d'Écosse de 1702 à 1704 et de 1705 à 1708, secrétaire d'État de 1696 à 1702 et secrétaire adjoint de 1704 à 1705. Il est élu membre de la Royal Society en 1698. 
Il est créé vicomte Seafield en 1698 et comte de Seafield en 1701. Il est commissaire de l'Union à partir de 1702 et promoteur actif de l'Union à partir de 1706. Il est le premier Lord Baron de la Cour d’Échiquier d’Écosse, créée par l’Acte d’Union. En 1713, son point de vue sur l'Union a changé et il demande son abrogation. 
Il siège à la Chambre des lords britannique en tant que représentant écossais de 1707 à 1710, de 1712 à 1715 et de 1722 à 1730. Il est admis au Conseil privé de la Grande-Bretagne en 1707 et est nommé Lord Chief Baron à la Cour de l'Échiquier en 1707. En 1711, il succède à son père comme quatrième comte de Findlater. Il est gardien du grand sceau d'Écosse de 1713 à 1714. 
Lord Findlater épouse Anne Dunbar, fille de William Dunbar, 1er baronnet, en 1687. Il meurt en août 1730, à l'âge de 66 ans. Son fils, James Ogilvy, lui succède. 